# 勇士之门
《勇士之门》，2016年中法合拍電影，由马蒂亚斯·霍恩執導，吕克·贝松、罗伯特·马克·卡门（Robert Kamen）編劇，吕克·贝松、高敬东（Mark Gao）擔任監製，2015年5月4日起於加拿大、中國大陸等地拍攝。2016年11月18日在中國大陸以2D、3D電影上映。

## 劇情
魔幻穿越劇，男主角是21世紀生活一個愛打遊戲廢柴男孩，機緣巧合下打開了異世界的大門前往虛擬的類遊戲型世界。
在被架空的異世界，公主與武士為了躲避蠻族追捕，來到現代避難，而男主卻成為了這個公主的護衛，捲入了有關魔幻王國和種族命運的戰爭。

## 登場人物
- 趙武士，由趙又廷飾演
- 苏琳公主，由倪妮飾演
- 杰克，由尤莱亚·谢尔顿飾演
- 蛮王（ Arun the Cruel），由戴夫·巴蒂斯塔飾演
- 杰克母親，由西耶娜·盖尔利飾演，地產經紀（房屋仲介）
- 巫师，由吳鎮宇飾演
- 山精，由惠英紅飾演
- 樹妖，由奚梦瑶飾演
- 樹妖，由游天翼飾演
- Travis，由达科他·道尔比（英语：Dakota Daulby）飾演

## 外部連結
- 互联网电影数据库（IMDb）上《勇士之门》的资料（英文）
- 豆瓣电影上《勇士之门》的資料 （简体中文）
- 開眼電影網上《勇士之門 Warriors Gate》的資料（繁體中文）